# Čadramska vas
Čadramska vas je naselje v Občini Poljčane.